# Монастир Вознесіння Господа нашого Ісуса Христа (Золочів)
Монастир Вознесіння Господа нашого Ісуса Христа — василіянський чоловічий монастир у місті Золочів Львівської області.

## Історія
Перший чоловічий монастир східного обряду в Золочеві був названий на честь Пресвятої Трійці Межигірський Бучинський і був розташований у східній частині міста там, де тепер село Монастирок. Першою зафіксованою датою в історії Свято-Троїцького монастиря є 1546 рік — ця дата була викарбувана на дзвоні монастирської церкви. Монастир і храм були дерев'яними. Перший згадуваний у документах ігумен — ієросхимонах Теодор (?–1603), який керував обителлю близько 40 років. Після того, як монастир знищили татари, великий коронний гетьман Ян Собеський, власник золочівських земель, виділив 7 березня 1665 року кошти на відбудову. У 1700 році монастир у складі Львівської єпархії прийняв Унію.

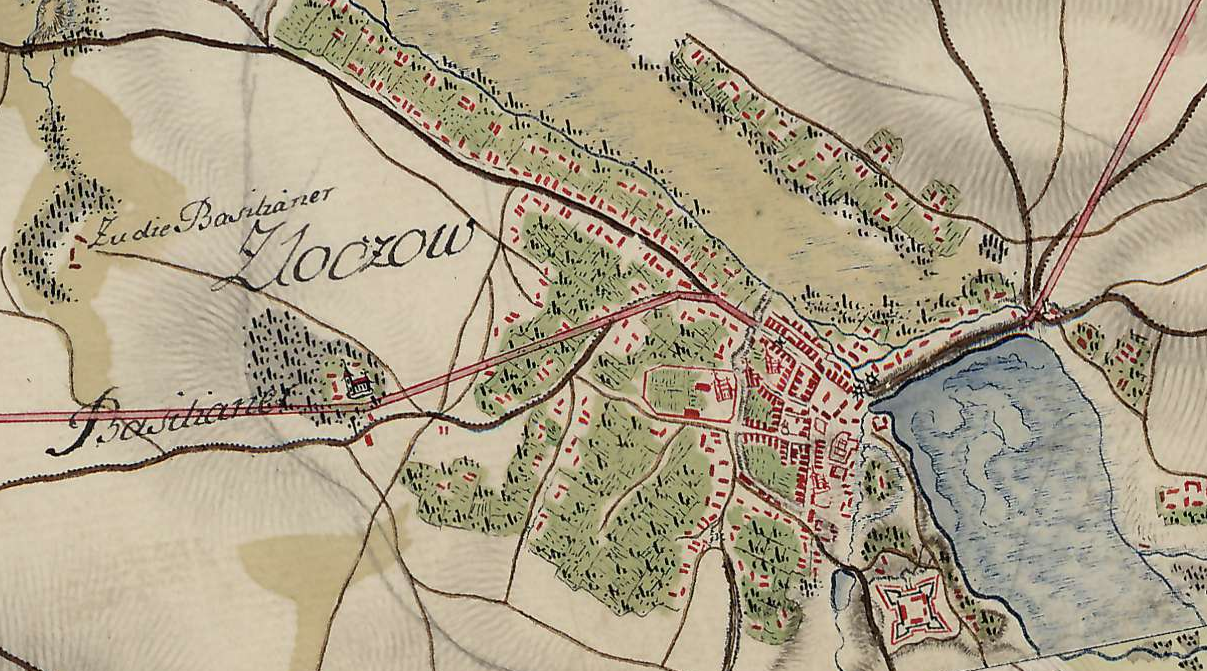
Фрагмент мапи Фрідріха фон Міга із зображенням Золочева і василіянського Вознесенського монастиря

У 1708 році родина Теодора і Теодозії Яворовських подарувала Золочівському Свято-Троїцькому монастирю свій грунт на давньому золочівському передмісті Шляхи. Монахи ще докупили ділянку і заснували тут нову обитель, яку називали «Лісок» або «Грабина». Сюди перенесли дерев'яну церкву з c. Віцинь (нині Смереківка Львівський район). «Ревізія ігуменів» з 1724 року подає: «Монастир Золочівський — за правами короля Його Мосці Яна. Преподобний о. намісник Арсеній Струсович за благословенням пастирським до монастиря Підгорецького. Законників дев'ятеро». У тому самому документі згадано також про ієромонаха Панкратія із Золочівського монастиря, котрий перебував тоді як намісник в Тернопільському монастирі. У 1739 році обидва монастирі були інкорпоровані до Василіянського Чину. Бучинський і Грабинський монастирі існували під керівництвом єдиного ігумена до Дубенської консульти (1745 р.), після якої були об'єднані й підпорядковані Підгорецькому монастирю (не довше, як до 1768 року). Серед доброчинців обителі з цього періоду відомі Томаш і Теодозія Турчинські, які в 1739 і 1747 роках записали по 1000 золотих польських, староста Канівський Микола Потоцький — у 1767 році він записав на монастир 46 тис. золотих з умовою молитися за нього і за Стефана та Анну, його батьків.
Поступово монахи перебралися до новішого монастиря, а старий існував як Бучинський фільварок (1866 року дерев'яну церкву розібрано). У 1902 році на місці давнього Золочівського монастиря ігумен Юліян Німилович посвятив новозбудовану капличку (нині не існує). У 1834 році графиня Лукія Комарницька заповіла на побудову церкви і розбудову монастиря значну суму — у грудні 1863 освячено нову церкву на честь Вознесіння Господнього. Монастирський будинок з келіями і трапезною споруджено за проєктом архітектора М. Савицького у 1874 році та замість старих збудовано нові господарські будівлі.
У 1913 році Золочівський Вознесенький василіянський монастир остаточно перейшов під управу реформованих василіян. Упродовж 1921—1925 років монастир був у користуванні монахинь василіянок зі Словітського монастиря, які провадили тут сиротинець. У монастирській церкві раз на два тижні, у неділю, відправляв золочівський гімназійний катехит о. Микола Хмільовський. У 1926 році василіяни знову повернулися до Золочева. Під час Другої світової війни Вознесенську церкву значно пошкоджено. У 1946 році монастир закрито, а священиків і монахів заарештовано. Храм використовували як склад, а в монастирі діяв протитуберкульозний диспансер.
Навесні 1989 року отці Володимир Палчинський і Віталій Дудкевич відслужили першу літургію на подвір'ї біля Вознесенської церкви, а 21 листопада того ж року — у церкві. 1990 року василіянам повернули і сам монастир, ігуменом призначено о. Володимира Палчинського. Нинішній монастир збудований у 1990—1993 роках. У 2003 році розібрано приміщення старого монастиря, збудованого вкінці XIX ст. і відремонтованого у 1990—1991 роках. У 1994—2002 роках при Золочівському монастирі діяв Василіянський інститут філософсько-богословських студій імені Йосифа Велямина Рутського (у 2002 році перенесений до Брюховичів біля Львова).

## Церква Вознесіння Господнього

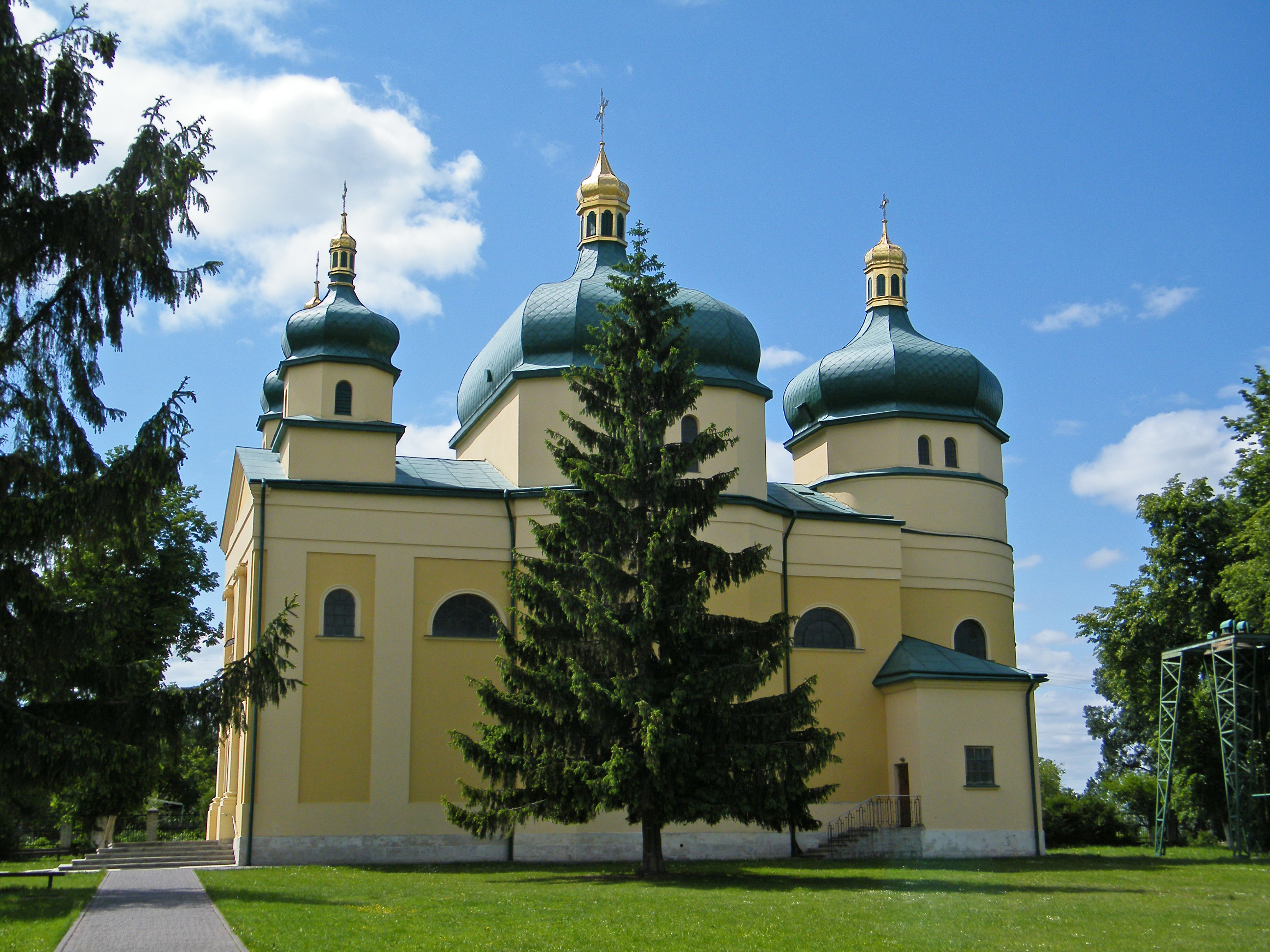
Церква Вознесіння

Давніша монастирська церква була дерев'яною і після побудови нової мурованої церкви її розібрали, а іконостас у 1866 році продали в село Ластівка Дрогобицького повіту. Кошти на побудову церкви пожертвувала місцева графиня Лукія Комарницька у 1834 році. На її замовлення архітектор В. М. Крафтер виготовив проєкт. Церкву освятили на свято Непорочного Зачаття Пресвятої Діви Марії у 1863 році. Храм був зруйнований під час наступу німецької армії у 1941 році і відходу радянських військ. На куполі засів червоноармієць і стріляв звідти по німецьких солдатах. Німці у відповідь почали обстрілювати монастир і церкву із гармат. Снаряд влучив у купол і зніс дах. Стараннями ігумена отця Онисима Шуплата тоді церкву відремонтували, змінивши зовнішній вигляд. Під час наступу Червоної армії у 1944 році церква знову була зруйнована і так простояла до 1989 року.
Сьогоднішній вигляд церква отримала після ремонтно-реставраційних робіт, проведених відразу після повернення церкви отцям василіянам у 1989 році стараннями ігумена отця Володимира Палчинського. Іконостас дерев'яний, різьблений, одноярусний, роботи янівських майстрів. «Цей іконостас виконаний у 1998 році є жертвенним даром земляків з Канади і Америки» — зазначено на табличці, поміщеній в іконостасі. Ікони для іконостасу виконав художник Степан Юзефів. У бічних вівтарях встановлено дві старі ікони: «Святий Миколай» XVII ст. та «Богородиця Одігітрія з похвалою» (копія Голубицької чудотворної ікони Богородиці, Підгорецький монастир), створена 1724 року художником Федором Бурковським. Автор ідеї настінних розписів і їх ескізів — Іван Проців. Роботи виконали Олексій Фіголь, Василь Федорук і Ігор Грищенко.
У 2004 році на церкві позолочено верхівки куполів і пофарбовано фасади. Отці василіяни монастиря Вознесіння Господа нашого Ісуса Христа опікуються також церквою святого Миколая в Золочеві.

## Настоятелі
- Ієросхимонах Теодор (бл. 1563—1603)
- о. Макарій Струсевич (1690)
- о. Йосиф Лехнович
- о. Партеній Ломиковський (1710—1729)
- о. Арсеній Струсович (1724), намісник
- о. Бенедикт Дунаєвський (1731, 1739)
- о. Іларіон Олексінський
- о. Теофіл Теодорський (1745—1749, 1750—1754)
- о. Амбросій Щигельський (1751—1752)
- о. Віктор Яребковський (1754—1759)
- о. Василь Слізикевич (1757—1758)
- о. Іраклій Паславський
- о. Єронім Сціправський (1759—1761)
- о. Модест Чернявський (1761—1764)
- о. Стахій Войцеховський (1763—1764)
- о. Пахомій Головацький (1765)
- о. Гедеон Гульський (1767—1770)
- о. Бенедикт Шулевич (1770—1771; †22.02.1771 в Золочеві)
- о. Вінкентій Загоровський (1771—1772)
- о. Діонізій Божовський (1772—1774)
- о. Вінкентій Загоровський (1774—1776)
- о. Костянтин Улашевич (1776)
- о. Дамаскин Стахнякевич (1777)
- о. Аполоній Окунський (1778)
- о. Йосиф Белзецький (1779)
- о. Августин Дидицький (1779—1781)
- о. Вікентій Загоровський (1781)
- о. Атанасій Ярембкевич (1783)
- о. Епіфаній Теблінський (1785, 1787)
- о. Августин Дидицький (?-1790; †30.09.1790 в Золочеві)
- о. Маркіян Тарнавський (1797—1803)
- о. Яків Гарасевич (1803, 1808, †8.05.1810 в Золочеві)
- о. Нікандр Зеленецький (1810, 1813, 1814)
- о. Софроній Опуський (1818)
- о. Яків Заморський (1822)
- о. Касіян Дідицький (1823—1931; †15.02.1831 в Золочеві)
- о. Ніканор Гачкевич (1831)
- о. Гедеон Січевський (1832)
- о. Ніканор Гачкевич (1833)
- о. Гедеон Січевський (1834)
- о. Йосафат Січинський (1834)
- о. Юст Ганкевич (1837—1843)
- о. Натанаїл Ціхольський (1843—1846)
- о. Дометій Фізьо (1846—1855)
- о. Марко Лонкевич (1856)
- о. Маврикій Савків (1857—1860; †1.11.1860 в Золочеві)
- о. Лонгин Красицький (1860—1862)
- о. Адріан Стеткевич (1862—1866; †19.07.1866 в Золочеві)
- о. Ясон Коритко (1867—1868)
- о. Григорій Маркевич (1869—1880)
- о. Павло Пеленський (1880—1895)
- о. Іриней Яворський (1895—1898)
- о. Юліян Німилович (1898—1909; †13.06.1909 в Золочеві)
- о. Ігнатій Коссак (1909—1913; †27.08.1913 в Золочеві)

…
- о. Амброзій Мушкевич (1913—1914)
- о. Варлаам Білик (1914—1918)
- о. Ігнатій Тисовський (1918—1920)
- о. Модест Пелех (1920—1921)
- о. Климентій Бжуховський (січень-листопад 1926)
- о. Мар'ян Повх (1926—1928)
- о. Петро Кисіль (1928—1933)
- о. Макарій Розумійко (1933—1934)
- о. Онисим Шуплат (1934—1944)
- о. Йосафат Федорик (1944—1945)
- о. Теодозій Копчак (1945—1946)

…
- о. Володимир Палчинський (1989—1996)
- о. Матей Гаврилів (1996—1997)
- о. Григорій Гриньків (1997—1998)
- о. Василь Тучапець (1998—2000)
- о. Климентій Стасів (2000—2004)
- о. Тарас Тижник (2004—2006)
- о. Марко Максимів (2006—2008)
- о. Тома Кушка (2008—2012)
- о. Августин Шоп'як (2012—2020)
- о. Павло Федусів (2020—2024)
- о. Єфрем Шикітка (з 2024)